# Limosina paraczizeki
Limosina paraczizeki är en tvåvingeart som beskrevs av Papp 1973. Limosina paraczizeki ingår i släktet Limosina och familjen hoppflugor. Inga underarter finns listade i Catalogue of Life.